# Dorfkirche Leuthen

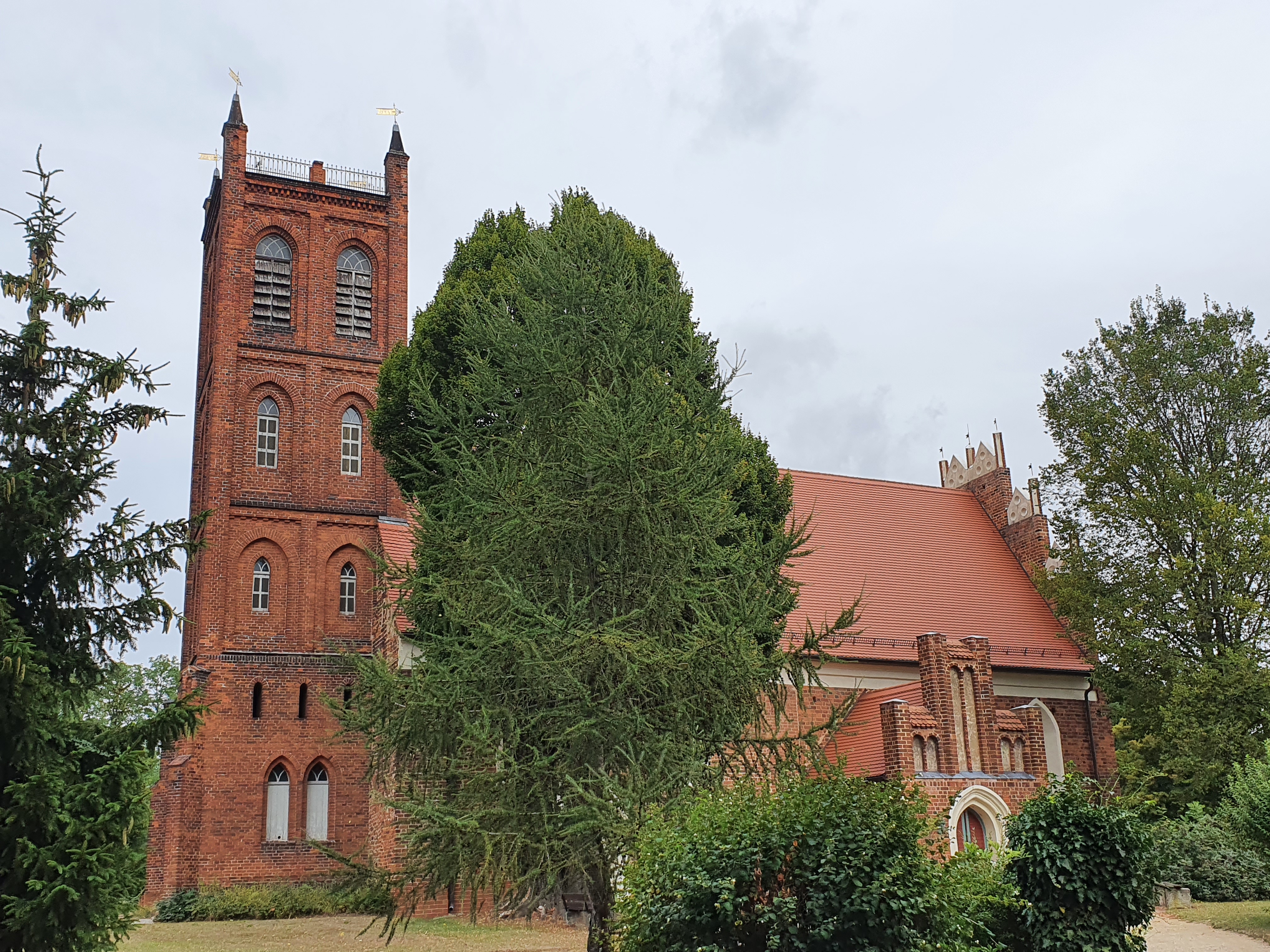
Die Dorfkirche Leuthen von Süden gesehen (2022)

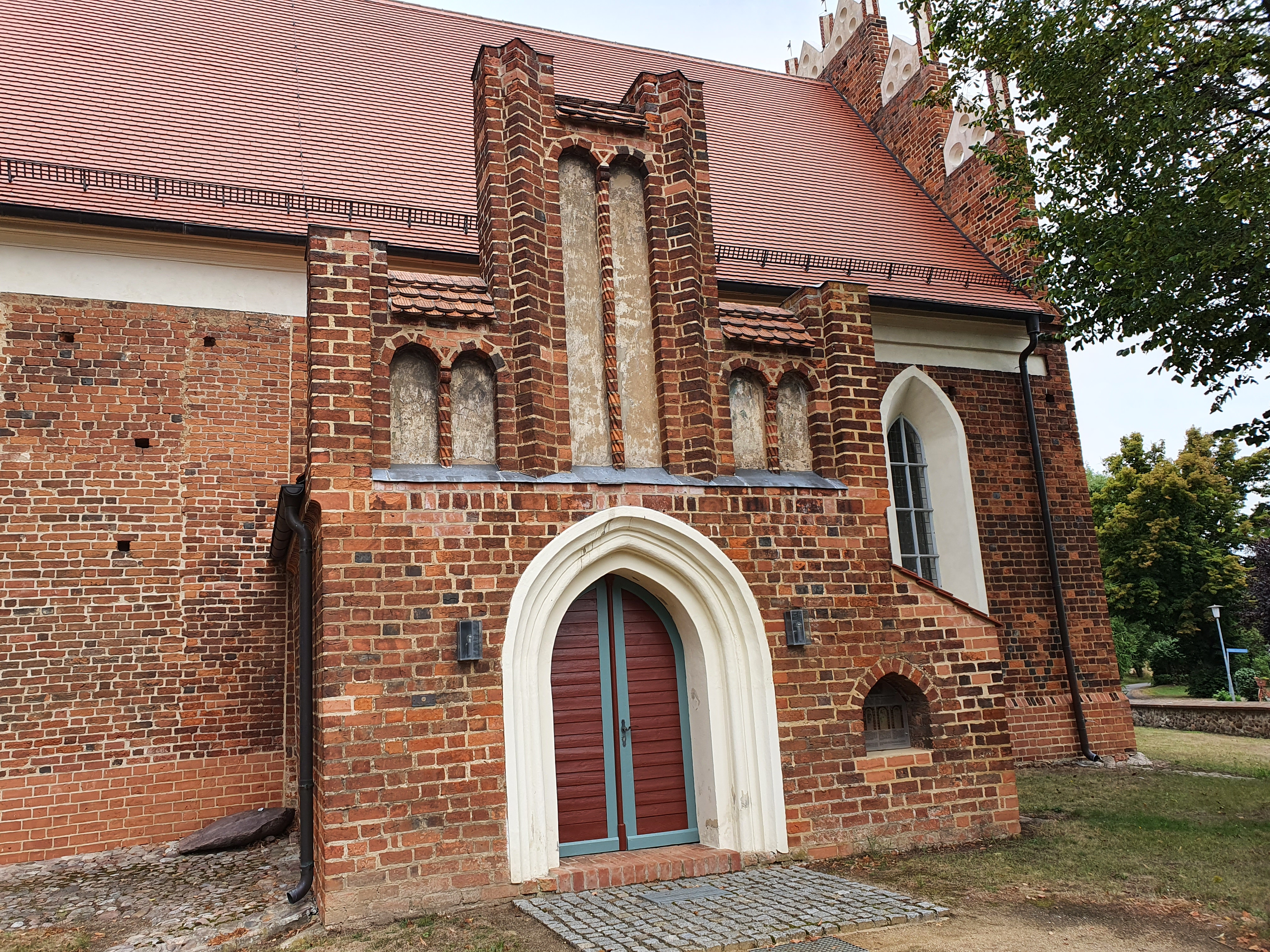
Südliche Vorhalle (2022)

Die Dorfkirche Leuthen ist das Kirchengebäude des zur Stadt Drebkau gehörenden Ortsteils Leuthen im Landkreis Spree-Neiße in Brandenburg. Es gehört zur evangelischen Kirchengemeinde Cottbus-Süd im Kirchenkreis Cottbus der Evangelischen Kirche Berlin-Brandenburg-schlesische Oberlausitz ist. Die Kirche steht unter Denkmalschutz.

## Architektur und Geschichte

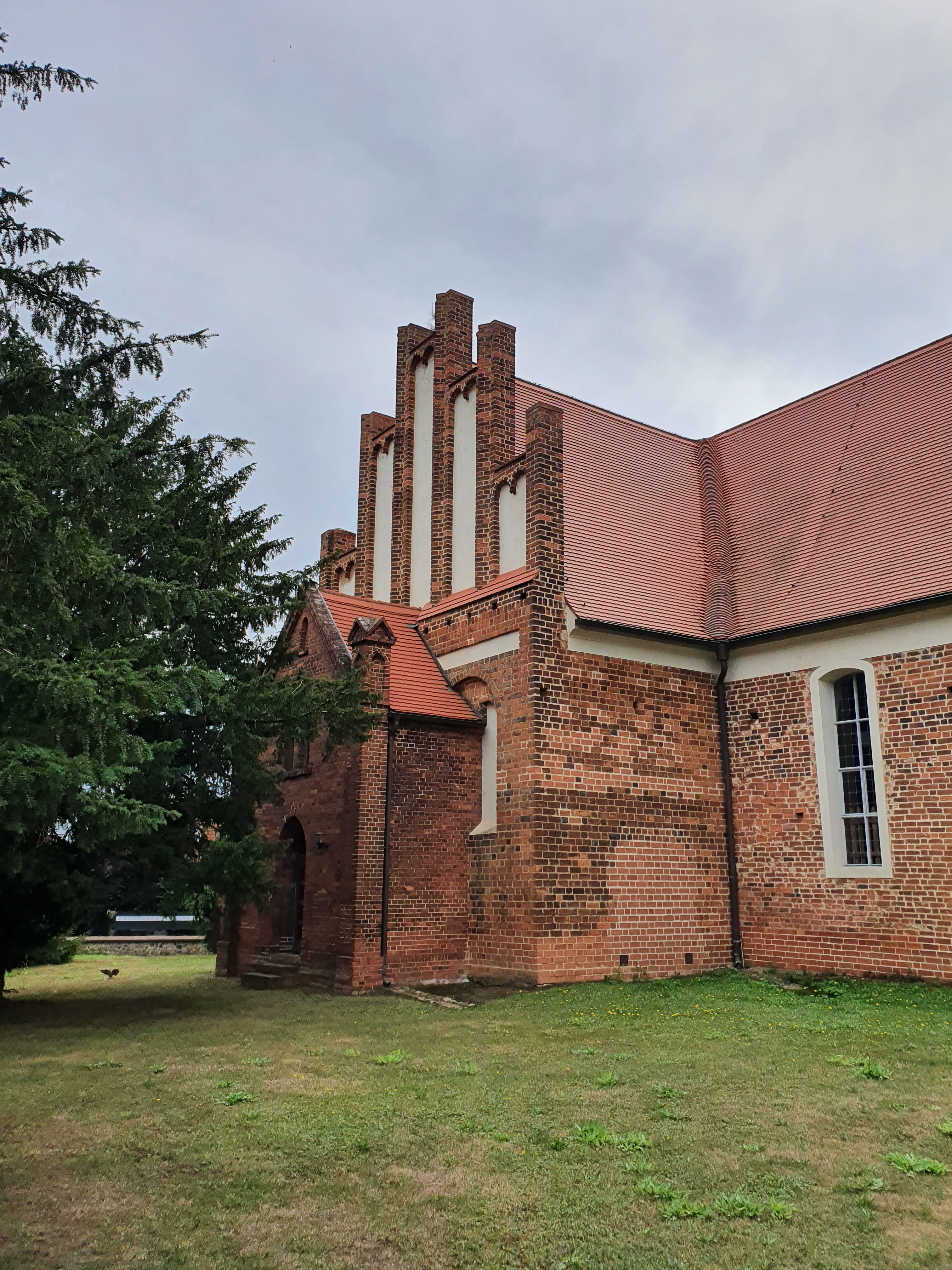
Patronatsloge im Norden (2022)

Den ältesten verfügbaren Baubefunden zufolge wurde in der ersten Hälfte des 13. Jahrhunderts mit dem Bau der Leuthener Dorfkirche begonnen, der stattliche Ostschluss ist demnach der älteste Teil der Kirche. Sie wurde in den Stiftsartikeln des Bistums Meißen erwähnt. Das Langhaus mit dem leicht eingezogenen Westturm wurde etwa Mitte des 13. Jahrhunderts fertiggestellt. Um 1486 wurde die Kirche nochmal um den jetzigen Chor und eine Sakristei und Patronatsloge erweitert. Ebenfalls im 15. Jahrhundert wurde an der Südwand eine kleine Vorhalle angebaut. Im 18. Jahrhundert erfolgen umfangreiche Umbauarbeiten, bei denen unter anderem die Lanzettfenster verändert wurden. Der heutige viergeschossige Turm im gotischen Stil wurde 1854 angebaut. Zudem wurde im 19. Jahrhundert vor der Patronatsloge eine weitere kleine Vorhalle angebaut.

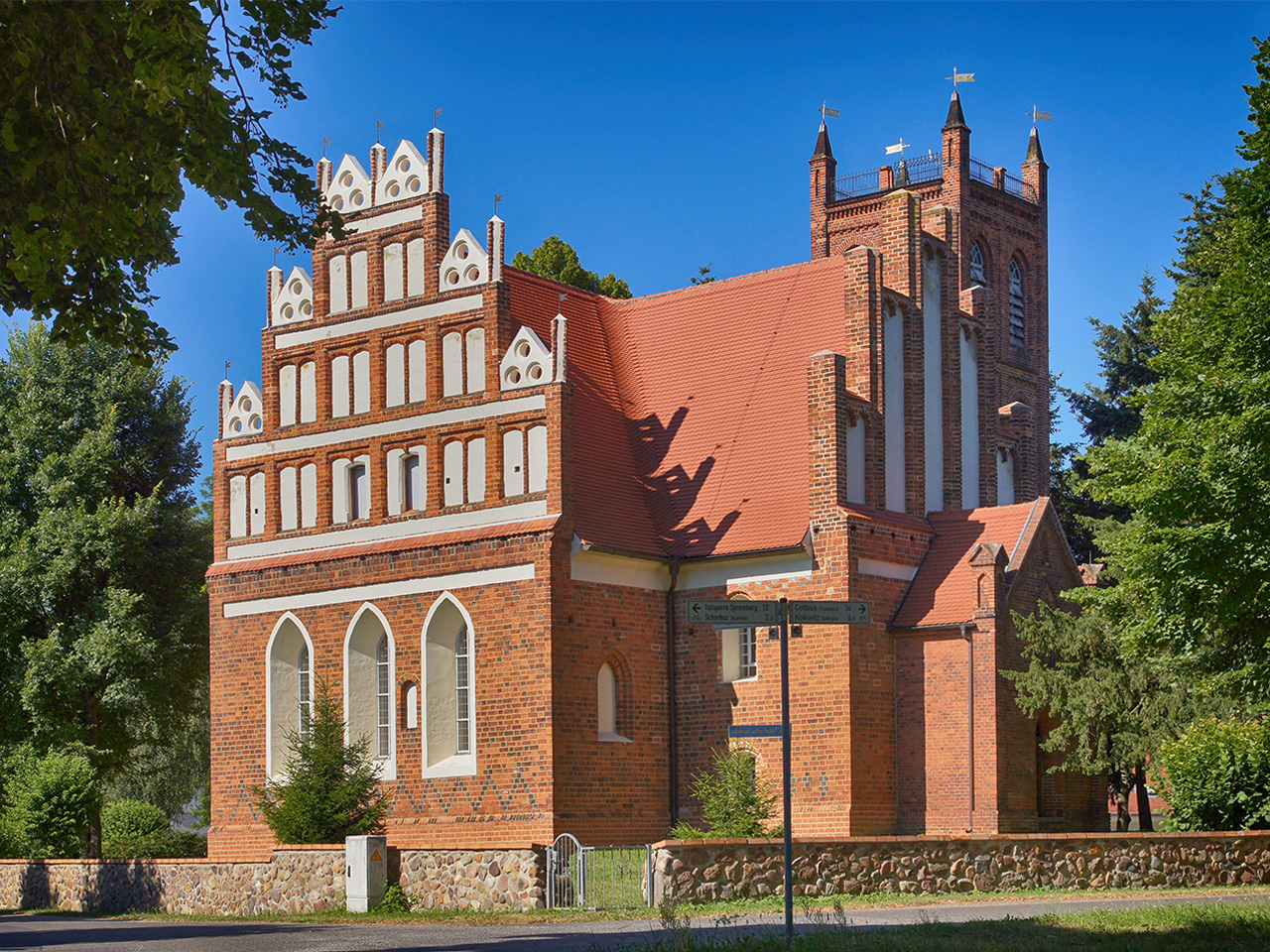
Ansicht von Nordosten mit Ostschluss und Sakristei sowie der davor angebauten Halle (2013)

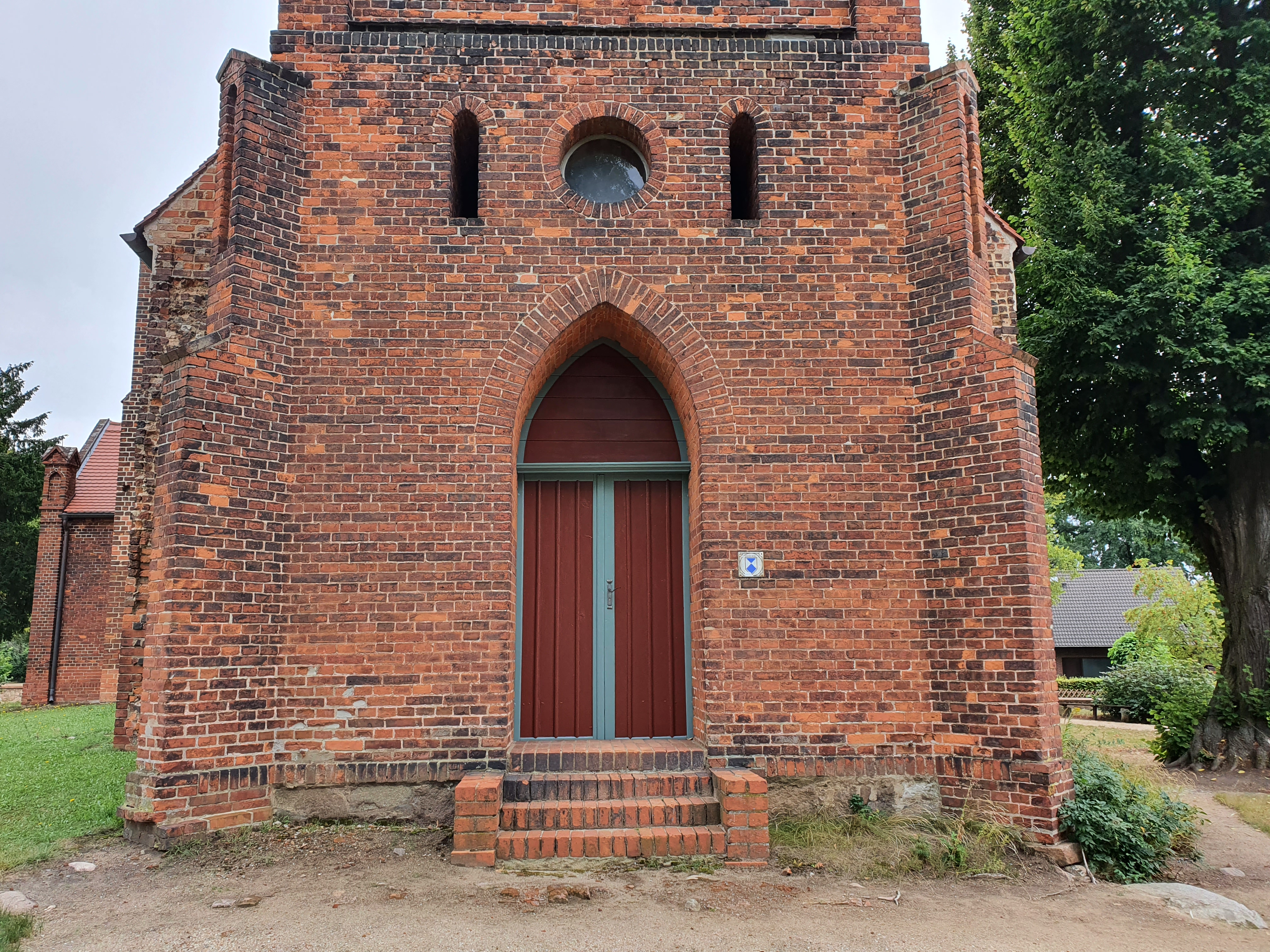
Turmportal (2022)

Die Dorfkirche ist eine Backsteinkirche. Die Außenwände der Kirche sind mit schwarzen Glasursteinen verziert. Am Ostschluss hat die Leuthener Dorfkirche eine Dreifenstergruppe und darüber einen Putzfries. Der Giebel ist ein aufwendiger, dreizoniger Treppengiebel mit flachbogigen Wandnischen zwischen Taustäben. Abgeschlossen wird die Giebelwand durch dreieckige Bekrönungen mit einem Muster aus jeweils drei Kreispässen sowie übereck gestellten Fialen, auf denen sich Wetterfahnen befinden. Die zweigeschossige Patronatsloge hat einen Treppengiebel aus dem 16. Jahrhundert. In der kleinen Vorhalle an der südlichen Seite der Kirche befindet sich ein kleines Spitzbogenportal. Die Halle hat einen kleinen Treppengiebel mit Doppelblenden, darin sind Reste einer Wandmalerei mit Heiligendarstellungen erkennbar. In der Westwand des Turms befindet sich ein Spitzbogenportal hinter einer vierstufigen Freitreppe und darüber ein Rundfenster. Die Turmecken sind mit Strebepfeilern besetzt.
Im Inneren ist die Kirche flachgedeckt, die untere Wandzone ist im östlichen Gebäudeteil durch Flachbogennischen gegliedert. Die Kirche hat eine dreiseitige Empore aus dem 18. Jahrhundert. Im nördlichen Teil des Chores befindet sich die Patronatsempore aus dem späten 16. Jahrhundert mit einer dekorierten Brüstung und Arkaden zwischen Pilastern. In die Felder sind farbige Holzschnittdrucke eingeklebt. Die Sakristei ist im Inneren kreuzrippengewölbt und hat eine Schranknische in der Nordwand, in der nördlichen Vorhalle befindet sich ein Tonnengewölbe. Außen vor dieser Vorhalle befinden sich ein Inschriftgrabstein von Anfang des 18. Jahrhunderts und zwei weitere Grabsteine aus der ersten Hälfte des 18. Jahrhunderts.

## Ausstattung
Zur Ausstattung der Dorfkirche Leuthen gehört ein hölzerner Altaraufsatz, der auf das Jahr 1593 datiert ist. Dieser hat einen doppelgeschossigen Säulenaufbau in Formen der Renaissance. Im Hauptfeld ist der Schrein des alten gotischen Schnitzaltars von 1440 eingebaut. Er zeigt ein Bildnis der Maria, die von den Heiligen Johannes dem Täufer, Dorothea, Margareta und Katharina umgeben ist. Die schlichte hölzerne Kanzel mit polygonalem Kanzelkorb und Schalldeckel wird auf das Jahr 1583 datiert. An der Westempore ist eine hölzerne Schnitzfigur des Jacobus Major aus dem 15. Jahrhundert angebracht. An der Südvorhalle ist ein eisenbeschlagenes, spätgotisches Türblatt aus dem 15. Jahrhundert erwähnenswert.
Mit dem Einbau der ersten Orgel im Jahr 1818 musste die Westempore vergrößert werden. Die heutige pneumatische Orgel in der Leuthener Kirche wurde 1910 von dem Orgelbauer Gustav Heinze aus Sorau gefertigt. Alle Ausstattungsteile wurden in den Jahren 1929/30 sowie 1962/63 umfassend saniert.

## Kirchengemeinde
Zur früheren Kirchengemeinde Leuthen zählten neben dem Pfarrdorf Leuthen noch die Dörfer Koschendorf, Siewisch und Wintdorf, sowie das Kirchdorf Laubst mit dem dorthin eingepfarrten Golschow als Filialkirche. Bis zum Wegzug des Pfarrers Paul Friedrich Bronisch im Jahr 1875 wurden in der Leuthener Kirche regelmäßig Gottesdienste in sorbischer Sprache gehalten. Arnošt Muka bezeichnete den Ort nach seinem Besuch dort Anfang der 1880er-Jahre bereits als verdeutscht, von den 502 Einwohnern des Dorfes waren 375 Sorben und 127 Deutsche. Zu dieser Zeit fand noch dreimal im Jahr eine sorbische Beichte und jeden zweiten Sonntag eine sorbischsprachige Predigt statt, die von dem Pfarrer aus Steinitz gehalten wurde.
Die Kirchengemeinde Leuthen war seit jeher der Superintendentur Cottbus unterstellt und gehörte somit bis 1945 zur Evangelischen Landeskirche der älteren Provinzen Preußens. Nach dem Zerfall der Landeskirche gehörte die Kirchengemeinde Leuthen zur Evangelischen Kirche in Berlin-Brandenburg und kam später zum Kirchenkreis Cottbus. Die Kirchengemeinden Leuthen und Schorbus schlossen sich am 1. April 2002 zur Kirchengemeinde Leuthen-Schorbus zusammen. 2004 ging die Evangelische Kirche in Berlin-Brandenburg in der Evangelischen Kirche Berlin-Brandenburg-schlesische Oberlausitz auf. Die Kirchengemeinde Leuthen-Schorbus war von 2020 bis 2024 mit den Kirchengemeinden Cottbus-Süd, Groß Gaglow und Hänchen im Pfarrsprengel Cottbus-Süd organisiert.
Am 1. Dezember 2024 wurden die Kirchengemeinden des Pfarrsprengels Cottbus-Süd zur Kirchengemeinde Cottbus-Süd vereinigt.